# Baixo Alentejo (província)

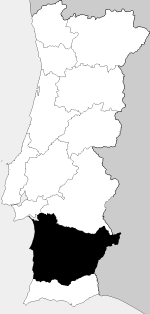
Província do Baixo Alentejo

O Baixo Alentejo é uma província histórica (ou região natural) de Portugal. A sua capital é a cidade de Beja.
Faz fronteira a Norte com o Alto Alentejo, no extremo Noroeste com a Estremadura,
a Oeste com o Oceano Atlântico, a Sul com o Algarve e a Este com a Espanha (província de Badajoz, na Estremadura, e de Huelva, na Andaluzia).
É então constituído por 18 concelhos, integrando todo o distrito de Beja e ainda a metade Sul do distrito de Setúbal.
- Distrito de Beja: Aljustrel, Almodôvar, Alvito, Barrancos, Beja, Castro Verde, Cuba, Ferreira do Alentejo, Mértola, Moura, Odemira, Ourique, Serpa, Vidigueira.

- Distrito de Setúbal: Alcácer do Sal, Grândola, Santiago do Cacém, Sines.